# Строфария масляная
Строфа́рия ма́сляная (лат. Strophária inúncta) — вид грибов, входящий в род Строфария (Stropharia) семейства Строфариевые (Strophariaceae).

## Таксономия
Синонимы:
- Agaricus inunctus Fr., 1828basionym
- Fungus inunctus (Fr.) Kuntze, 1898
- Geophila inuncta (Fr.) Quél., 1886
- Psilocybe inuncta (Fr.) Kühner, 1980
- Psilocybe inuncta (Fr.) Noordel., 1995

## Описание
- Шляпка 1—3 см в диаметре, у молодых грибов выпукло-корической формы, затем раскрывается до выпуклой и уплощённой, с заметным бугорком в центральной части, гигрофанная, слизистая, во влажную погоду водянистая; край шляпки у молодых грибов подвёрнут, затем распрямляется. Окрашена в светло-серо-коричневые тона, с заметным фиолетовым оттенком, иногда с желтоватыми пятнами.
- Мякоть шляпки белого или светло серого цвета, в ножке присутствует желтоватый оттенок. Запах грибной, иногда кокосовый. Вкус пресный.
- Гименофор пластинчатый, пластинки частые, приросшие к ножке, нередко с нисходящим на неё зубцом, в молодом возрасте бежево-серые, затем темнеют и приобретают фиолетовый оттенок.
- Ножка 3—8 см длиной и 0,2—0,5 см толщиной, цилиндрической формы, белого цвета, в верхней части с узким мембрановидным кольцом, над ним сухая, покрытая мелкими хлопьями, ниже — слизистая, волокнистая.
- Споры 7,5—10×4—5,5 мкм, продолговато-яйцевидной формы, с довольно толстыми стенками, с порой прорастания. Базидии четырёхспоровые, реже двуспоровые, с пряжками, 30—35×6,5—8 мкм. Кожица шляпки — иксокутис, состоящий из узких цилиндрических гиф до 4 мкм толщиной.

Считается несъедобным грибом.

## Ареал и экология
Широко распространена в Европе, произрастает одиночно или небольшими группами, на гумусе и древесных остатках, на лугах, полях, в лиственных лесах. Предпочитает богатые азотом почвы. Сапротроф.